# Le dimore filosofali
Le dimore filosofali (Les Demeures philosophales), pubblicato nel 1930, è il secondo dei saggi a carattere alchemico apparso sotto lo pseudonimo di "Fulcanelli", dopo il precedente Mistero delle cattedrali.

## Storia editoriale
La prima edizione del testo, con prefazione di Eugène Canseliet nel mese di aprile del 1929, vide la luce in Francia nel 1930, quattro anni dopo Il mistero delle cattedrali. Una seconda edizione uscì in Francia nel 1958 e una terza nel 1965, a un anno di distanza dalle rispettive ripubblicazioni del primo saggio dell'autore. Nella terza edizione le illustrazioni di Julien Champagne furono sostituite da fotografie.
In Italia la prima edizione apparve nel 1973 per le Edizioni Mediterranee di Roma.

## Contenuto

### Le dimore filosofali

#### Libro primo
L'autore sottolinea il suo apprezzamento per le creazioni del Medioevo, e contesta l'immagine di quell'epoca come di un periodo buio, nemico delle arti e della vera conoscenza. Sottolinea che tale concezione fallace, ancora molto presente nel XIX secolo, ebbe la sua origine nel Rinascimento.
L'alchimia viene indicata come la scienza che in epoca medievale ebbe il maggiore sviluppo e la migliore reputazione, annoverando tra i suoi cultori molti dei più eminenti intellettuali dell'epoca, come Ruggero Bacone, Raimondo Lullo, Nicolò Flamel e Basilio Valentino. Il suo declino è individuato nel XVII secolo, in corrispondenza della cosiddetta Rivoluzione scientifica; tuttavia, a differenza della maggior parte degli storici della scienza, l'autore considera la chimica come derivata direttamente non dall'alchimia bensì dalla spagiria, per le sue premesse epistemologiche completamente diverse.
Alcune delle allora recenti scoperte della fisica e della chimica del Novecento (come la possibilità della fissione nucleare e il concetto di energia di attivazione di una reazione chimica) vengono ricondotti a concetti ben presenti nella conoscenza alchemica, come la trasmutazione dei metalli e la distinzione tra "spirito" e "corpo".

#### Libro secondo
La Salamandra di Lisieux
L'autore esamina i motivi decorativi, che sarebbero di matrice alchemica, presenti sulla "Casa della Salamandra", un edificio cinquecentesco di Lisieux, in Normandia, e ne fornisce la propria interpretazione. Identifica una delle decorazioni come un baphomet e lo collega alle conoscenze alchemiche che avrebbero avuto i Templari.

### Il mito alchemico di Adamo ed Eva
La storia di Adamo ed Eva narrata nella Genesi, così come il mito pagano dell'età dell'oro, viene interpretata come una metafora della Grande Opera. Vengono forniti vari esempi di opere d'arte, raffiguranti i Progenitori, che avallerebbero tale interpretazione.

### Louis d'Estissac
Sul nobile francese del Cinquecento Louis d'Estissac, che fu amico e forse discepolo di François Rabelais, correva voce che fosse un alchimista. Decorazioni a carattere alchemiche sono individuate su un grande camino situato un tempo in una sua residenza e poi ricollocato nel castello di Terre-Neuve a Fontenay-le-Comte. 

### L'Uomo dei Boschi
Nella cittadina di Thiers si trova una casa detta "dell'Uomo dei Boschi" per un bassorilievo in legno che si trova sulla facciata. Questo viene visto simboleggiare l'alchimista, che è considerato "pazzo" dal volgo perché totalmente immerso nelle sue ricerche e "non parla" perché come iniziato ha l'obbligo di tacere le sue scoperte. L'immagine del pellegrino che si trova sullo stesso edificio è parimenti ricondotta all'alchimista, ma anche alla materia sulla quale compie l'Opera.

### Il meraviglioso «grimoire» del Castello di Dampierre-sur-Boutonne
L'autore passa in rassegna le decorazioni dei cassettoni del soffitto voltato di una galleria del castello di Dampierre-sur-Boutonne, nel dipartimento della Charente Marittima, individuando per ogni scomparto una precisa simbologia alchemica, come se si trattasse di tanti capitoli di un libro di magia.

### Le guardie del corpo di Francesco II duca di Bretagna
Nella cattedrale di Nantes si trova il monumento sepolcrale di Francesco II di Bretagna, agli angoli del quale spiccano le statue delle quattro virtù cardinali. Vengono tracciati dei parallelismi tra gli attributi della loro iconografia tradizionale e le fasi della ricerca alchemica.

### Il quadrante solare del palazzo Holyrood di Edimburgo
Nel parco del palazzo di Holyrood a Edimburgo si trova un quadrante solare dall'inconsueta forma di icosaedro. Le sue caratteristiche sono ricondotte a significati alchemici.

### Paradosso del progresso illimitato delle scienze
L'autore critica l'idea di un progresso scientifico senza limiti (tipico di una concezione positivista della scienza) e, sulla scia dei racconti delle mitologie di molti popoli (come quelli della decadenza dell'umanità dopo un'età dell'oro e del suo sterminio a causa del diluvio universale), sostiene che ci possano essere delle cadute e delle battute d'arresto a causa dell'insuperbimento degli esseri umani. Sostiene che ci siano gli indizi per prevedere una devastazione di gran parte del globo terracqueo a causa del fuoco, la quale avverrebbe nell'emisfero australe (mentre il diluvio universale aveva avuto luogo in quello boreale), ma che ciò non dovrebbe significare la fine dell'umanità, se non al compimento del Grande Anno che segnerà il riavvio del ciclo del tempo.

## Edizioni
- (FR) Fulcanelli, Les Demeures philosophales et le Symbolisme hermétique dans ses rapports avec l'art sacré et l'ésotérisme du grand-œuvre, illustrazioni di Julien Champagne, prefazione di Eugène Canseliet, Paris, Jean Schemit, 1930.
- Fulcanelli, Le dimore filosofali e il simbolismo ermetico nei suoi rapporti con l'arte sacra e l'esoterismo della Grande opera, traduzione di Ferruccio Ledvinka, con tre prefazioni di Eugène Canseliet, F.C.H., 2 voll., 3ª edizione ampliata, Roma, Edizioni Mediterranee, 1973.
- Fulcanelli, Le dimore filosofali e il simbolismo ermetico nei suoi rapporti con l'arte sacra e l'esoterismo della Grande opera, traduzione di Ferruccio Ledvinka, con tre prefazioni di Eugène Canseliet, F.C.H., 2 voll., 3ª edizione ampliata, Roma, Edizioni Mediterranee, 1988.
- Fulcanelli, Le dimore filosofali e il simbolismo ermetico nei suoi rapporti con l'arte sacra e l'esoterismo della Grande opera, traduzione di Ferruccio Ledvinka, con tre prefazioni di Eugène Canseliet, F.C.H., 2 voll., 3ª edizione ampliata, Roma, Edizioni Mediterranee, 2002.